# حسن مدني
حسن مدني (1961 -) هو إذاعي مصري.

## حياته ونشأته
حسن مدني من مواليد عام 1961، في قرية الزعيرات التابعة لمركز إدفو بمحافظة أسوان، تخرج في كليةِ الآثار جامعة القاهرة قسم الآثار الإسلامية والقبطية وحصل على دراسات عليا في التاريخ من معهد الدراسات الإفريقية ثم حصل على الدبلوم، وحصل على ماجستير في التاريخ والآثار الإسلامية والدكتوراه في فلسفة التاريخ.، في طفولته كان يعشق الإذاعة وكان أمله أن يكون مذيعا وبعد تخرجه تقدم عام 1985 إلى مسابقة اختبارات المذيعين الجدد بالإذاعة ونجح بتفوق وأشرفت على تدريبه الإذاعية هالة الحديدي في شبكة البرنامج العام، ثم التحق بمعهد الإذاعة والتليفزيون وحصل على دورة تدريبية في اللغة العربية والإلقاء. تعلم على يد عبد العال هنيدي وفاروق شوشة.

## مسيرته
- الرئيس السابق لشبكتي البرنامج العام والقرآن الكريم بالإذاعة المصرية.[4]
- حاضر ويحاضر بمعهد الإذاعة والتلفزيون، وكليات الإعلام بجامعات: القاهرة، ومصر للعلوم والتكنولوجيا، والجامعة البريطانية، وأكاديمية الشروق، وأكاديمية أخبار اليوم، وعين شمس، والجامعة الحديثة.[5]

- عمل قارئًا لنشرات الأخبار والتعليقات السياسية ومقدمًا للعديد من البرامج الإذاعية مثل :[6]

1. أوائل الطلبة، اقرأ، أجمل ما فيكي يا مصر، الكلم الطيب، اللغة الشاعرة على هواء القاهرة، اضبط لغتك، أجراس الخطر، بين السائل والفقيه، الإسلام والحياة، قاموس المعرفة وغيرها من البرامج الإذاعية.
2. قدم العديد من الفترات المفتوحة مثل: صباح الخير يا مصر، مساء الخير يا مصر، أثار وأسرار، حديث الليل، النيل نجاشي وغيرها الكثير.[7]

- قام بنقل الإذاعات الخارجية على الهواء مباشرةً السياسية والثقافية والفنية والدينية مثل: صلاة الفجر، صلاة الجمعة، وقفة عرفات من المملكة العربية السعودية، صلاتي عيد الفطر والأضحى بحضور القيادة السياسية.
- تم تكريمه من العديد من المؤسسات نظير دوره الإعلامي المتميز في خدمة العديد من القضايا الوطنية مثل: الشؤون المعنوية للقوات المسلحة، كلية الدراسات الأفريقية، إعلام القاهرة، جامعة مصر، مجمع اللغة العربية بالقاهرة وغير ذلك من المؤسسات المختلفة.[8]
- اختياري رئيسًا للجنة التحكيم في مسابقة للغة العربية بالصين لطلبة الصين الدارسين بالبلاد العربية عام 2016.[9]

## جوائز
- فاز بالعديد من الجوائز والاستفتاءات منها على سبيل المثال:
- أحسن مذيع إذاعي عام 1995 في استفتاء مجلة آخر ساعة.
- أفضل قارئ نشرة عامين متتاليين خلال (1997 - 1998) في استفتاء لمجلة الإذاعة والتلفزيون.[10]